# Anastasia Hille
Anastasia Hille (Londra, 28 novembre 1965) è un'attrice britannica.

## Biografia
Hille studia presso il Drama Centre di Londra e nel 1994 vince il secondo premio all'Ian Charleson Awards (il primo premio va a Toby Stephens e il terzo a Jude Law). L'attrice ottiene due candidature all'Olivier Award, entrambe le volte come miglior attrice non protagonista, nel 2011 per Il costruttore Solness all'Almeida Theatre, e nel 2013 per The Effect al National's Cottesloe Theatre.
Nel 1999 interpreta il ruolo di Carole Lombard nel film TV RKO 281 - La vera storia di Quarto potere. Partecipa a numerose serie TV, tra cui Kavanagh QC (1995), Trial & Retribution (1997), The Cazalets (2001) e Poirot (2010). Per il suo ruolo nella miniserie The Fear (2012), Hille ottiene una candidatura al British Academy Television Award come miglior attrice non protagonista.
Tra i film per il grande schermo da lei interpretati, da ricordare The Hole (2001), The Abandoned (2006), Biancaneve e il cacciatore (2012) e Posh (2014).

## Teatro
- Misura per misura (1994)
- La duchessa di Amalfi (1995)
- Didone, regina di Cartagine (2009)
- Macbeth (2010)
- Il costruttore Solness (2010)
- The Effect (2012)
- Amleto (2015)
- Orestea (2022)

## Filmografia

### Cinema
- Brivido di sangue (The Wisdom of Crocodiles), regia di Po-Chih Leong (1998)
- Mauvaise Passe (1999)
- New Year's Day (2000)
- Five Seconds to Spare (2000)
- The Hole,regia di Nick Hamm (2001)
- The Abandoned, regia di Nacho Cerdà (2006)
- Good - L'indifferenza del bene (Good), regia di Vicente Amorim(2008)
- 1921 - Il mistero di Rookford (The Awakening), regia di Nick Murphy (2011)
- Biancaneve e il cacciatore (Snow White & the Huntsman), regia di Rupert Sanders (2012)
- Posh (The Riot Club),regia di Lone Scherfig (2014)
- Swansong (2015)
- Martyrs Lane, regia di Ruth Platt (2021)

### Televisione
- Red Dwarf – serie TV, episodio 5x06 (1992)
- Jeeves and Wooster – serie TV, 1 episodio (1993)
- Kavanagh QC – serie TV, episodio 1x04 (1995)
- Eleven Men Against Eleven – film TV (1995)
- Drovers Gold – miniserie TV (1997)
- Trial & Retribution – serie TV, 2 episodi (1997)
- A Dance to the Music of Time – miniserie TV (1997)
- Big Women – miniserie TV (1998)
- RKO 281 - La vera storia di Quarto potere (RKO 281) – film	TV (1999)
- Storm Damage – film TV (2000)
- The Cazalets – serie TV, 6 episodi (2001)
- Outside the Rules – film TV (2002)
- Hawking, regia di Philip Martin – film TV (2004)
- Cutting It – serie TV, 3 episodi (2002-2004)
- Testimoni silenziosi (Silent Witness) – serie TV, 2 episodi (2004)
- Tripping Over – serie TV, 4 episodi (2006)
- Lewis – serie TV, episodio 3x01 (2009)
- Poirot (Agatha Christie's Poirot) – serie TV, episodio 12x02 (2010)
- Foyle's War – serie TV, episodio 6x03 (2010)
- London's Burning – film TV (2011)
- Getting On – serie TV, 2 episodi (2012)
- The Fear – miniserie TV (2012)
- The Tunnel – serie TV, 3 episodi (2013)
- Prey – miniserie TV (2014)
- Not Safe for Work – serie TV, 6 episodi (2015)
- You, Me and the Apocalypse – miniserie TV,	3 episodi (2015)
- HIM – miniserie TV, episodi 1x01-1x03 (2016)
- The Missing – serie TV, 15 episodi (2014-2016)
- Harry Palmer - Il caso Ipcress (The Ipcress File), regia di James Watkins – miniserie TV, 6 puntate (2022)
- Una spia tra noi - Un amico leale fedele al nemico (A Spy Among Friends), regia di Nick Murphy – miniserie TV, 4 puntate (2022)
- I Hate Suzie – serie TV, 3 episodi (2022)
- L'ispettore Dalgliesh (Dalgliesh) – serie TV, episodi 2x05-2x06 (2023)
- La coppia della porta accanto (The Couple Next Door), regia di Dries Vos – miniserie TV, 3 puntate (2023)

## Doppiatrici italiane
Nelle versioni in italiano delle opere in cui ha recitato, Claire Rushbrook è stata doppiata da:
- Germana Savo in Brivido di sangue
- Antonella Rinaldi in Good - L'indifferenza del bene
- Pinella Dragani in 1921 - Il mistero di Rookford
- Sabrina Duranti in Biancaneve e il cacciatore
- Rossella Izzo in Humans
- Alessandra Korompay in Baptiste
- Valeria Perilli in Harry Palmer - Il caso Ipcress
- Angiola Baggi in Una spia tra noi - Un amico leale fedele al nemico
- Tiziana Avarista in Un gentiluomo a Mosca
- Aurora Cancian in Joy